# Epipagis pulchellalis
Epipagis pulchellalis là một loài bướm đêm trong họ Crambidae.